# コネクシウィスパエラ・カリダ
コネクシウィスパエラ・カリダ（Conexivisphaera calida）は、2019年に報告された好熱性古細菌である。16S rRNA配列より、タウム古細菌門に属すものの、綱レベルで既知の種とは異なるとされた。他の多くのタウム古細菌がアンモニア酸化（亜硝酸菌）を行うのに対し、本古細菌は嫌気性で、従属栄養的に増殖することが異なっている。
三価の鉄を加えた培地を用い、栃木県の塩原温泉（57℃、pH2.2）より分離された。この古細菌は難培養微生物であり、その生育条件は60～70℃（最適65℃）、pH4.5～5.5（最適pH5.0）と狭い。この研究グループは以前培地に鉄を加えることで、同じ温泉からテルモトガ門の難培養微生物を記載したことがあり、培地に鉄を加え、様々な温度・pH条件を試行することで培養を可能とした。その他の性質としては、0.5～0.8μmの不規則な形をした球菌で、運動性は無く、鞭毛や繊毛は観察されなかった。偏性嫌気性で、炭素源及びエネルギー源として酵母エキスやペプトン、最終電子受容体として三価の鉄のほか元素硫黄やチオ硫酸を利用する。ゲノムサイズは1,593,902bpで、推定遺伝子領域は1608ヶ所。本種の硫黄還元能力は、クレン古細菌から遺伝子の水平伝播により獲得した形跡があるという。